# San Bartolomé de Huacho

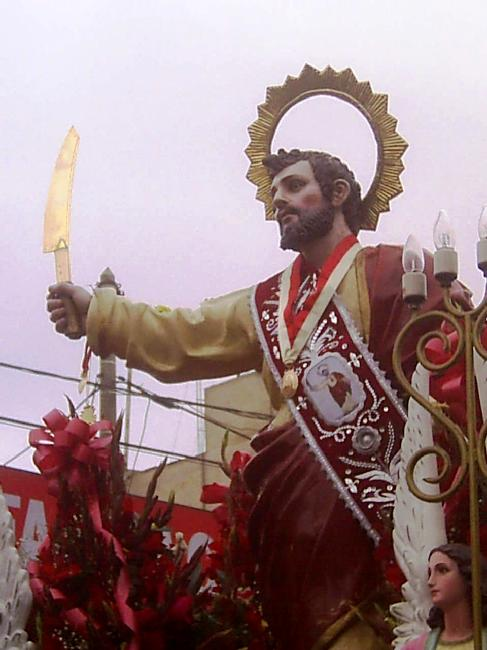
procesión de San Bartolomé en Huacho

San Bartolomé de Huacho es una advocación de San Bartolomé Apóstol, venerada en la ciudad de Huacho, ciudad ubicada a 150 km al norte de Lima, en Perú, su mes de celebración es en agosto donde sus fieles devotos de este santo patrón asisten a sus misas y a la procesión de su imagen. Este santo cuenta con una hermandad propia inscrita en la parroquia que lleva su nombre.

## Historia
El nombre de San Bartolomé Apóstol, está ligado a la ciudad de Huacho desde la época de la conquista. Al igual que en todo el Perú una de las principales misiones de los españoles, fue instaurar la religión cristiana a tal punto que se envió hombres muy cultos, como el licenciado padre Felipe Medina, visitador general de idolatrías con el propósito de "erradicar las idolatrías" de esta zona.
En 1557 cuando se reduce a los nativos de estos lugares se les pone bajo la advocación de San Bartolomé. La gente de los caciques: Hualmay, Chonta, Huaura, etc., fueron reunidos en terrenos pertenecientes al gran cacique Huacho, como aldea. Y el 24 de agosto de 1571 se le bautizó en sencilla ceremonia como San Bartolomé de Huacho. San Bartolomé fue nombrado el santo patrón de la naciente aldea que hoy es la ciudad de Huacho. De ahí que el 24 de agosto de cada año se realiza esta celebración, en honor del Santo Patrono.